# پیتر هابس
پیتر هابس (انگلیسی: Peter Hobbs؛ ۱۹ ژانویه ۱۹۱۸ – ۲ ژانویهٔ ۲۰۱۱) بازیگر اهل ایالات متحده آمریکا بود.

## گزیده فیلمشناسی
از فیلم‌ها یا برنامه‌های تلویزیونی که وی در آن نقش داشته‌است می‌توان به آثار زیر اشاره کرد.
- قاتلان (فیلم ۱۹۶۴) (۱۹۶۴)
- همسایه خوب، سم (۱۹۶۴)
- جاذبه آندرومدا (۱۹۷۱)
- ترافیک سنگین (۱۹۷۳)
- درخواب‌فرورفته (۱۹۷۳)
- بانوی سرخ‌پوش (فیلم ۱۹۷۹) (۱۹۷۹)
- از هر راهی که می‌توانی (۱۹۸۰)
- نه تا پنج (۱۹۸۰)
- زوج‌های عاشق (۱۹۸۰)
- مردی با دو مغز (۱۹۸۶)